# Trachypodopsis
Trachypodopsis là một chi rêu trong họ Trachypodaceae.